# Peregryn z Falerone
Peregryn z Falerone OFM (ur. ok. 1180 w Falerone, zm. 5 września 1233 w San Severino) – włoski franciszkanin, błogosławiony Kościoła rzymskokatolickiego.

## Życiorys
Błogosławiony Peregryn pochodził z potężnej rodziny z Falreone. Źródła podają różne imiona chrzcielne przyszłego błogosławionego: Rinaldo lub Ruggero. Był synem Konrada, wnukiem Ruggera. Zgodnie z miejscowym zwyczajem szlacheckim przyjął pseudonim Pellegrino (wł. pielgrzym, stąd spolszczone imię Peregryn). Najpierw pobierał nauki w Fermo (trivium i quadrivium), następnie studiował prawo na Uniwersytecie Bolońskim. Gdy 15 sierpnia 1222 usłyszał kazanie wygłoszone dla całego miasta przez św. Franciszka z Asyżu wraz z innym studentem Rizziero z Muccii wstąpili do Zakonu Braci Mniejszych. Chociaż posiadał znakomite wykształcenie, nigdy nie poprosił o pozwolenie na przyjęcie święceń kapłańskich, pozostając do śmierci bratem laikiem. Prawdopodobnie odbył pielgrzymkę do Ziemi Świętej. Zmarł 5 września 1233 w San Sewerino.

## Kult
Kult pojawił się zaraz po śmierci. W poczet błogosławionych wpisał go 31 sierpnia 1821 papież Pius VII. Relikwie znajdują się w kościele Santa Maria dei Lumi w San Severino.
Błogosławiony wspomniany został w Kwiatkach św. Franciszka.